# Big Dismal
Big Dismal era una rock band cristiana statunitense. Il magazine Rolling Stone ha nominato i Big Dismal come una delle "Cinque Band Cristiane Promettenti" e il singolo della band "Reality" è al 3º posto nella classifica della Christian Rock Radio. I video musicali sono stati fatti per le canzoni Rainy Day and Remember (I.O.U.) quest'ultima usata come canzone di tributo nello show di Raw dedicato a Chris Benoit.

## Membri
- Voce - Eric Durrance
- Chitarra - Chuck Shea
- Basso -  Gary Sobel
- Batteria -  Jeff Chomin

## Discografia
- Believe, 20 maggio 2003 Windup

### Altro
- The Passion of the Christ: Songs
  - Rainy Day
  - Reason I Live